# Nadezjda Allilujeva-Stalina
Nadezjda Allilujeva-Stalina, född 22 september (9 september enl. g.s.) 1901 i Baku, död 9 november 1932 i Moskva, var den sovjetiske statschefen Josef Stalins andra hustru. Hon förälskade sig i den 22 år äldre Josef Stalin efter att Ryssland lämnat första världskriget och de gifte sig 1919. Hon födde två barn, sonen Vassilij Stalin och dottern Svetlana Stalina-Allilujeva. Äktenskapet var spänt och makarna grälade ofta. Allilujeva-Stalina begick självmord 1932 efter ett bråk med sin man.